# Zapponeta
Zapponeta (Zappunòte nel dialetto pugliese settentrionale) è un comune italiano di 3 237 abitanti della provincia di Foggia in Puglia.

## Origini del nome
Il toponimo deriva dal latino sappinus (="abete") –verosimilmente con riferimento al pino d'Aleppo o forse confuso con sabina (="ginepro")– con l'aggiunta del suffisso -eta (antico plurale neutro del suffisso -etum) che contrassegna i fitònimi (analogamente all'italiano "pineta"). Il pino d'Aleppo e il ginepro dovevano infatti essere diffusi sulla duna sabbiosa su cui sorse il primo nucleo abitato.

## Storia
La località di Zapponeta fu a partire dall'Alto Medioevo strettamente legata alla città di Barletta, principale centro ofantino, alla quale fu ufficialmente annessa sul finire del quattrocento da  Federico II d'Aragona, assieme alle  mezzane di Spinalba e dell'Ofanto. 
La municipalità di Barletta poi, a causa del susseguirsi di numerose crisi finanziare, vendette nel 1664 la mezzana di Zapponeta alla famiglia Campitelli di Trani che a sua volta la vendette alla Famiglia del barone Zezza di Cerignola.
Quest'ultimo favorì l'insediamento di un nucleo di braccianti in un suo latifondo costruendo per loro un primo lotto di case e la chiesa di san Michele Arcangelo.
Nel 1812 divenne frazione di Manfredonia fino al 1975, quando ha ottenuto l'autonomia amministrativa.

### Simboli
Lo stemma del comune è troncato, con un campo di grano, nella parte inferiore di colore oro, e un germano reale in volo, nella parte superiore di colore azzurro. Il gonfalone è un drappo di azzurro.

## Società

### Evoluzione demografica
Abitanti censiti

### Etnie e minoranze straniere
Secondo i dati ISTAT al 31 dicembre 2015 la popolazione straniera residente era di 432 persone. Le nazionalità maggiormente rappresentate in base alla loro percentuale sul totale della popolazione residente erano:
- Marocco 221 (6,51%)
- Romania 146 (4,30%)
- Bulgaria 23 (0,68%)

## Economia
Il comune mantiene ancora oggi una radicata vocazione agricola, per lo più rivolta alla produzione di ortaggi, quali patate, cipolle, carote. La patata di Zapponeta è stata riconosciuta dal D.Lgs. 173/1998 come prodotto agroalimentare tradizionale pugliese, così come la cipolla e la carota.
In anni recenti, all'agricoltura si è affiancato il turismo, favorito dal lungo litorale, che si estende tra la zona umida dell'oasi Lago Salso, inclusa nel parco nazionale del Gargano, e la riserva naturale Salina di Margherita di Savoia. La spiaggia di Zapponeta si caratterizza per il colore scuro della sabbia, dovuto alla cospicua presenza di minerali ferrosi. Riconosciuta località balneare, il Lido di Zapponeta è dal 2018 Bandiera Blu, importante riconoscimento della FEE.

## Amministrazione
Di seguito è presentata una tabella relativa alle amministrazioni che si sono succedute in questo comune.
| Periodo         | Periodo         | Primo cittadino            | Partito                                                        | Carica              | Note  |
| --------------- | --------------- | -------------------------- | -------------------------------------------------------------- | ------------------- | ----- |
| 5 luglio 1988   | 7 giugno 1993   | Savino Di Noia             | Partito Democratico della Sinistra, Partito Comunista Italiano | Sindaco             | [ 9 ] |
| 16 giugno 1993  | 28 aprile 1997  | Savino Di Noia             | Partito Democratico della Sinistra                             | Sindaco             | [ 9 ] |
| 28 aprile 1997  | 14 maggio 2001  | Savino Di Noia             | Partito Democratico della Sinistra                             | Sindaco             | [ 9 ] |
| 14 maggio 2001  | 30 maggio 2006  | Francesco D'Aluisio        | centro-destra                                                  | Sindaco             | [ 9 ] |
| 30 maggio 2006  | 16 maggio 2011  | Francesco D'Aluisio        | lista civica Insieme                                           | Sindaco             | [ 9 ] |
| 16 maggio 2011  | 19 luglio 2012  | Domenico Rizzi             | Sinistra Ecologia e Libertà                                    | Sindaco             | [ 9 ] |
| 19 luglio 2012  | 27 maggio 2013  | Nicolina Miscia            |                                                                | Comm. straordinario | [ 9 ] |
| 27 maggio 2013  | 27 gennaio 2016 | Giovanni Riontino          | lista civica Zapponeta prima di tutto                          | Sindaco             | [ 9 ] |
| 27 gennaio 2016 | 15 maggio 2016  | Francesco Antonio Cappetta |                                                                | Comm. straordinario | [ 9 ] |
| 15 maggio 2016  | 4 ottobre 2021  | Vincenzo D'Aloisio         | lista civica Cambiamo Zapponeta                                | Sindaco             | [ 9 ] |
| 4 ottobre 2021  | in carica       | Vincenzo Riontino          | lista civica Zapponeta nel cuore                               | Sindaco             | [ 9 ] |